# Diego José
Diego Jesús José (nacido el 11 de diciembre de 1976 en Rosario) es un futbolista argentino, que cumple función de delantero. Su primer club fue Rosario Central; actualmente se desempeña en Presqu'île d'Arvert, equipo de la Ligue régionale de football en Francia.

## Carrera
José debutó en el canalla en 1997, luego de realizar las divisiones juveniles en el club. En el plantel de primera llegó a jugar sólo 3 encuentros, durante la temporada 1997-98 de la Primera División Argentina. Continuó en Tigre y All Boys, en los torneos de ascenso, y en el año 2000 desembarcó en el fútbol francés. Allí desarrolló su carrera en el fútbol de ascenso, destacándose su paso por Raon. Desde 2012 hasta 2015 jugó en Cozes, mientras que en la actualidad lo hace en Presqu'île d'Arvert.

## Clubes
| Club                | País      | Año           |
| ------------------- | --------- | ------------- |
| Rosario Central     | Argentina | 1997-1998     |
| Tigre               | Argentina | 1998-1999     |
| All Boys            | Argentina | 1999-2000     |
| Angoulême Charente  | Francia   | 2000          |
| FC Rouen            | Francia   | 2000-2003     |
| Raon L'Etape        | Francia   | 2003-2006     |
| Vesoul Haute-Saône  | Francia   | 2006-2009     |
| FC Montceau         | Francia   | 2009-2010     |
| Jura Sud Lavans     | Francia   | 2010-2011     |
| Vesoul Haute-Saône  | Francia   | 2011-2012     |
| AS Cozes            | Francia   | 2012-2015     |
| Presqu'île d'Arvert | Francia   | 2015-presente |